# تونتزا دل چیمونه
تونتزا دل چیمونه (به ایتالیایی: Tonezza del Cimone) یک کومونه در ایتالیا است که در استان ویچنزا واقع شده‌است. تونتزا دل چیمونه ۱۴ کیلومتر مربع مساحت و ۶۲۰ نفر جمعیت دارد و ۹۹۱ متر بالاتر از سطح دریا واقع شده‌است.